# Església de Sant Martí de Riudeperes
Sant Martí de Riudeperes és una església d'origen romànic situada al nucli homònim del municipi de Calldetenes (Osona).

## Descripció
L'església de Sant Martí de Riudeperes es troba a peu de carretera i precedida per un tancat de murs de pedra. És una construcció d'una nau i capçalera semicircular amb l'afegit d'època posterior d'un creuer, la sagristia i el campanar. Va ser edificat en dues etapes constructives diferents dins el període romànic que es visualitzen perfectament.

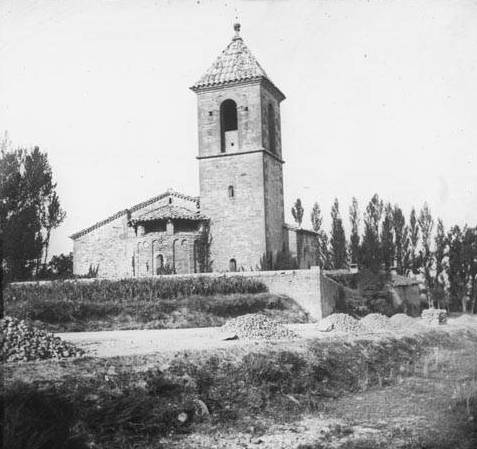
L'església de Sant Martí de Riudeperes el 1890

 Al segle xi es construí l'absis semicircular i part de la nau que conserven a l'exterior la decoració de tipus llombard d'arcuacions entre lesenes sota un fris de dents de serra formades per un aparell petit i irregular. Al segle xii s'allargà la nau vers ponent i el parament mostra una simple cornisa sota el ràfec i un aparell de carreus ben escairats de mida considerable. Es conserven dues arcades decorades amb botons, avui tapiades, separades per una columna amb capitell, de l'antic atri que protegia l'accés obert a ponent. L'actual porta d'accés es va construir reaprofitant part dels arcs de l'atri corresponents al mur oest. Aquests encara són parcialment visibles en els extrems de la façana. En el segle xviii es va sobrealçar la nau, es va obrir un ull de bou sobre la porta d'accés al temple, es va refer la volta de la nau i es va construir el campanar de torre a l'angle nord-est. Molt a prop trobem una petita construcció de planta quadrada que era l'antic comunidor.
De la portalada primitiva es conserven dos capitells de forma tronco-piramidal invertida i quatre dovelles, reaprofitades en un dels accessos del clos que precedeix el temple. Possiblement el portal originari constava de cinc dovelles, deuria descriure un arc de mig punt i les dovelles actuals no encaixen molt bé. Està decorada amb un baix relleu escultòric on s'hi descriuen temes vegetals estilitzats, en un dels capitells s'hi endevina la representació d'un rostre humà.

## Història
Arquivolta L'església de St. Martí de Riudeperes es d'estil romànic llombard. L'absis i els murs laterals encara conserven les lesenes i els arquets cecs. L'església original era de nau única, coronada per un únic absis, al segle xii s'hi construí un portal al mur de ponent, cobricelada per l'atri. Quan aquest s'afegí a la nau la portalada fou desmuntada, es l'actual arquivolta que ens condueix a l'hort. Al segle xvi i xvii s'hi afegiren les capelles laterals i al segle xviii es construí el campanar.